# 고창읍성
고창읍성(高敞邑城)은 대한민국 전북특별자치도 고창군 고창읍에 있는 옛 읍성이다. 1965년 4월 1일 대한민국의 사적 제145호로 지정되었다.

## 개요
자연석 성곽으로 조선 단종 원년(1453)에 왜침을 막기 위하여 축성했다고도 하고, 숙종 때 완성되었다고도 하나 확실하지 않다. 백제 때 고창 지역을 모량부리로 불렀던 것에서 모양성이라고도 불린다. 이 성은 나주진관의 입암산성과 연계되어 호남대륙을 방어하는 전초기지로서 국난극복을 위한 국방관련 문화재로 보존되고 있다.
둘레 1,684m, 높이 4~6m, 면적 50,172평으로 동서북문과 옹성 3개소, 치성 6개소, 성밖의 해자 등 전략적 요충시설이 두루 갖추어져 있다. 성내에는 동헌, 객사 등 22동의 관아건물, 2지, 4천이 있었으나 전화로 대부분의 건물이 손괴된 것을 1976년부터 복원해오고 있다. 지금까지 22동 중 14동(동헌·객사·풍화루·공북루·진서루·등양루·성황사·관청·작청·내아·향청·서청·장청·옥)이 복원되었고 앞으로 8동의 관아 건물도 복원할 계획이다.

## 성곽

### 문루
북북쪽과 동쪽의 경우 2개의 고지도에 모두 표기되어 있으며 문루가 표현되어 있다. 그에 반해 서문은 1872년 지적원도에는 표기되지 않고 읍지지도에서는 고서문이라 표기되어 있으나 문루는 표현되지 않는다. 이를 통해 이전에는 서문이 있었으나 18세기에는 사라진 것으로 추측된다.
고창읍성에는 정문인 공북루와 등양루, 진서루 등 3개소의 성문이 있는데 성문앞에는 적으로부터 성문을 보호하기 위하여 옹성을 둘러쌓고 그 위에 여장을 쌓아 성안에서 밖을 살필 수 있는 현안과 총을 쏠 수 있는 총안을 만들어 놓았다.

#### 공북루
공북루는 고창읍성의 정문으로 북문이다.
이 건물은 낮은 기단위에 전면에는 자연석 주춧돌을 사용하고 배면은 화강석 돌기둥 위에 둥근기둥을 세워 만든 2층 문루이다.
공북루 전후 사적기와 상량문에는 순치 3년(인조24년: 1646) 병술 12얼에 공북루를 소건하고 그 후 3회에 걸쳐 중수했다는 기록이 있다.

#### 등양루
등양루는 고창읍성의 동문이다.

#### 진서루
진서루는 고창읍성의 서문이다.

### 치
현재 6개의 치가 복원되어 있는데 읍지지도에는 현재와 같이 6개 치가 표시되어 있는데 반해 지적원도에는 4개의 치만 확인되어 치 역시 19세기 이후 복원된 것으로 추정된다.

## 갤러리

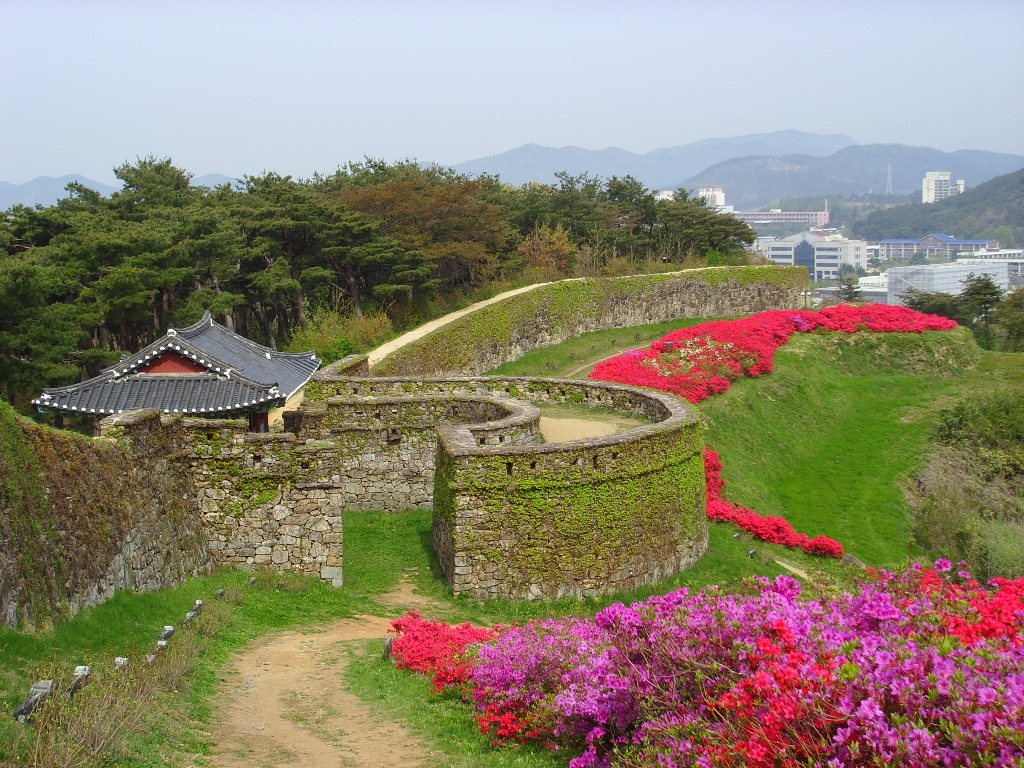
2008년 봄
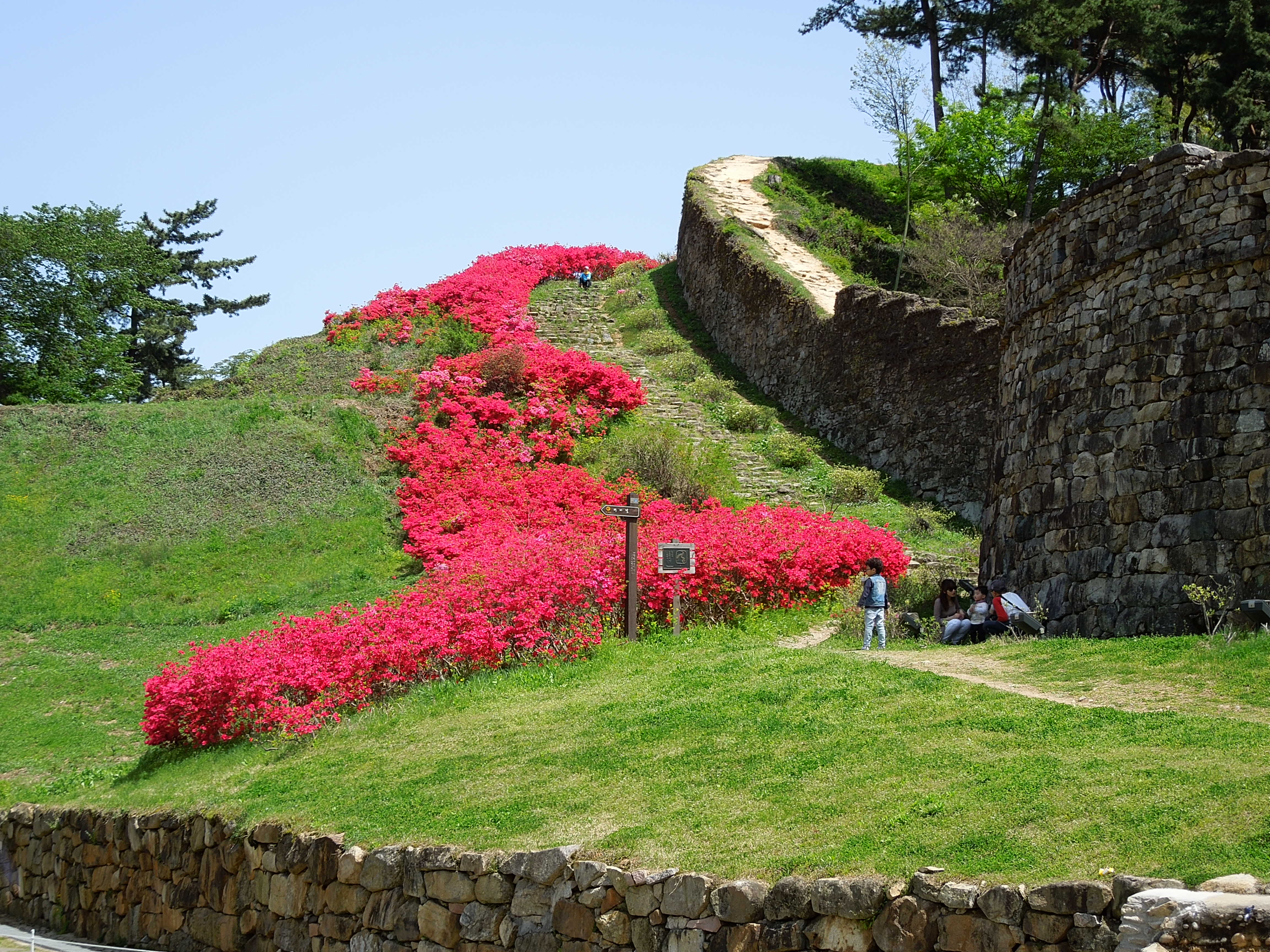
2012년 봄
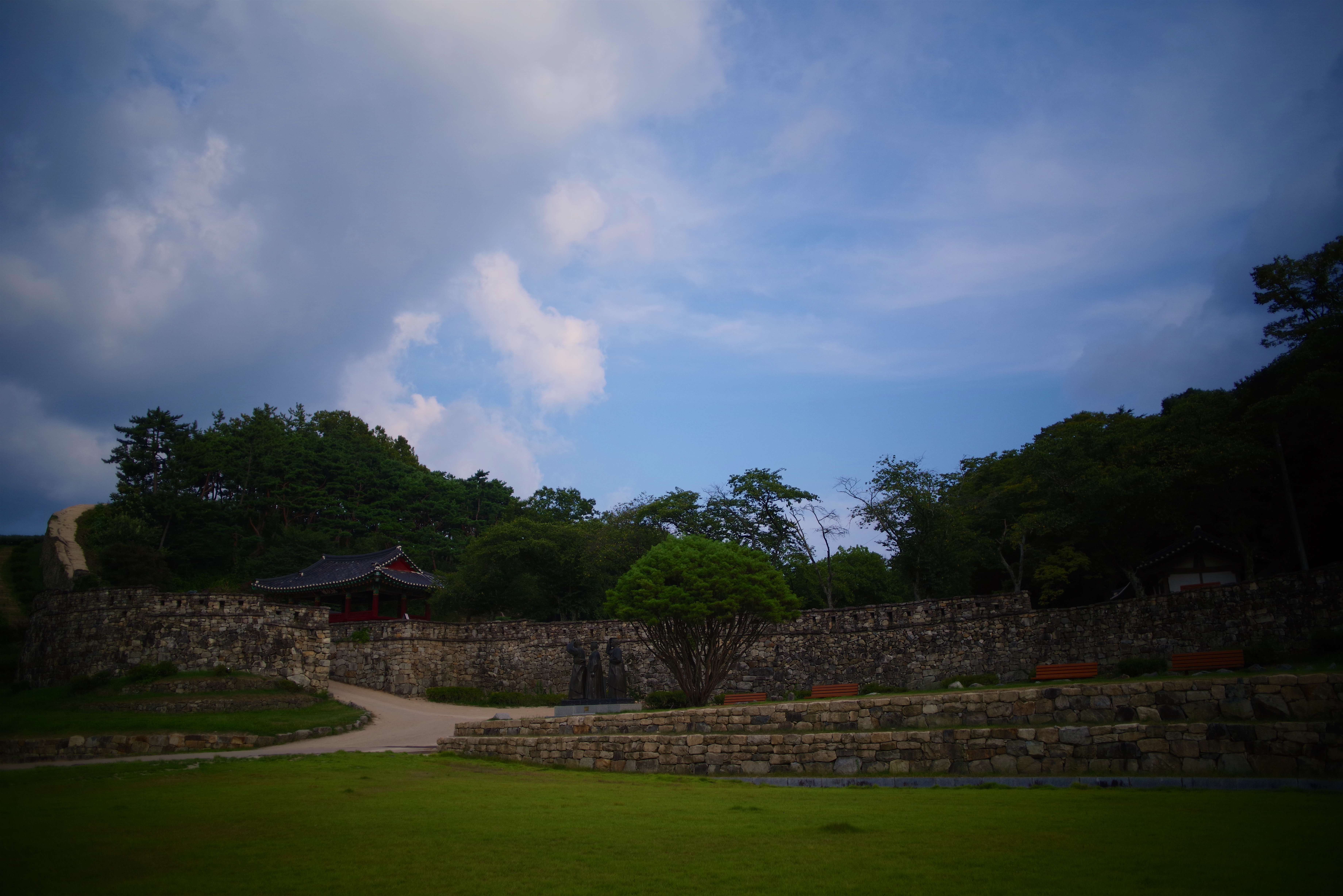
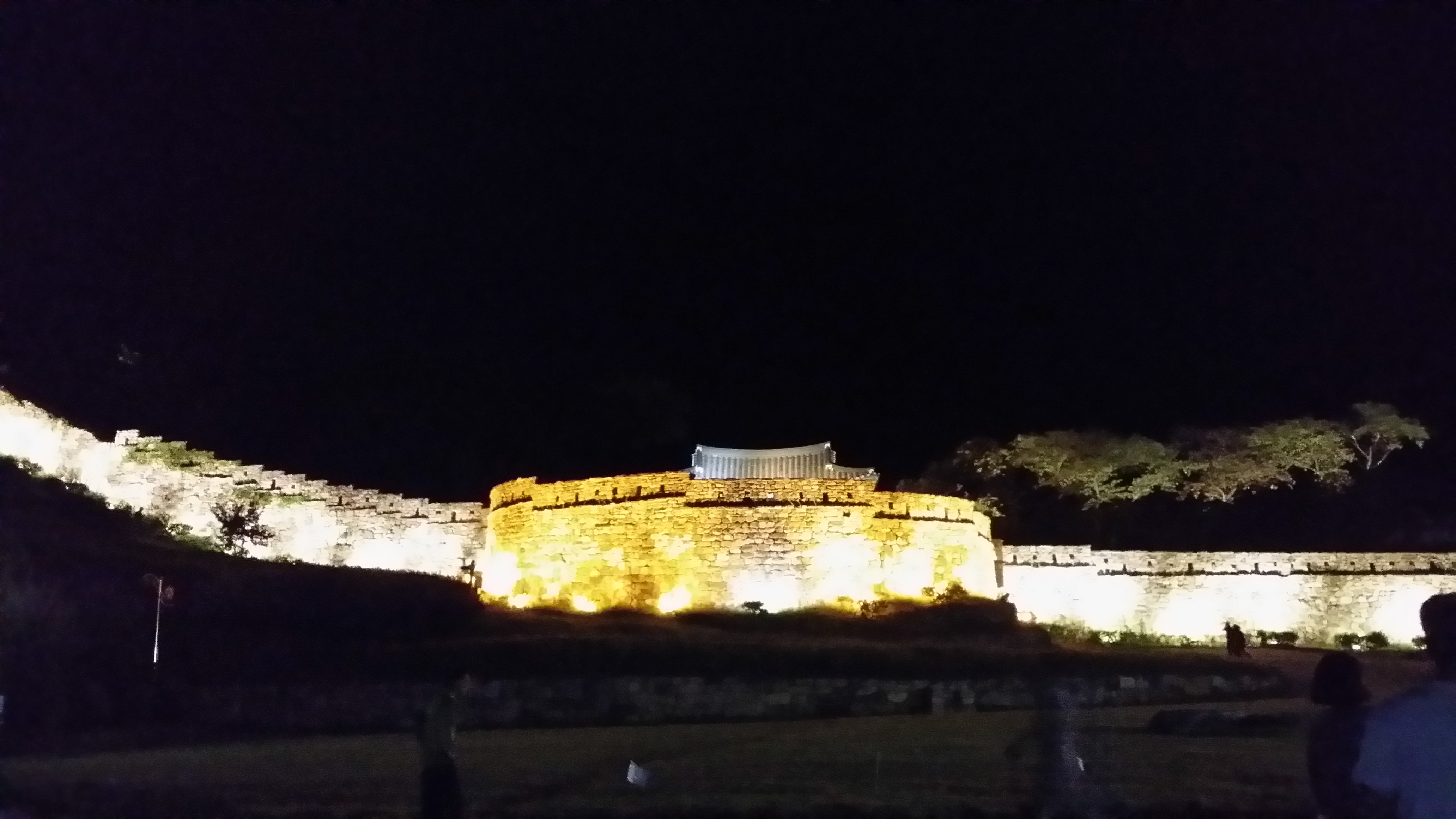

## 참고 자료
- 고창읍성 - 국가유산청 국가유산포털
- 이 문서에는 다음커뮤니케이션(현 카카오)에서 GFDL 또는 CC-SA 라이선스로 배포한 글로벌 세계대백과사전의 내용을 기초로 작성된 글이 포함되어 있습니다.